# 하서정
하서정(1982년 ~)은 대한민국의 변호사다.

## 방송
- 법률방송 생방송 법률상담 (2020)
- 내일은 미스트롯 2 (2020) - Top112

## 도서
- Super 1인 변호사(변호사 21인의 성공 전략) (2020)